# Daniele Costantini
Daniele Costantini (* 16. November 1950 in Isola del Liri) ist ein italienischer Filmregisseur und Drehbuchautor.

## Leben
Costantini studierte an der Accademia Nazionale d'Arte Drammatica, brachte 1970 einen Gedichtband heraus und wirkte als Theaterdarsteller mit kleinen Nebendarsteller in einer Handvoll Filmen. 1978 drehte er als Regisseur einen ersten Film, für den er einen Spezial-David di Donatello gewann. Er gründete die Künstlergruppe Missione Impossibile und arbeitete mit namhaften Regisseuren bei von der Kooperative organisierten Happenings zusammen. Danach wechselte er zum Fernsehen; 1991 kehrte Costantini mit einem kleinen Erfolg, Mezzaestate, auf die Leinwände zurück. 1997 trug er seinen Teil zum Episodenfilm I corti italiani bei.
Weiterhin pendelte Costantini mit seinen Arbeiten zwischen Bühne und Kinosaal; der 2004 entstandene Film Fatti della banda della Magliana (Fakten über die Banda della Magliana) mehrfach – bei Festivals für unabhängige Filme ausgezeichnet – basiert auf seinem Theaterwerk; 2007 inszenierte er die Fernsehserie Le stagione dei delitti.

## Filmografie (Auswahl)
- 1970: Der Kurier des Zaren (Strogoff) (Darsteller)
- 1978: Una settimana come l'altra
- 1991: Mezzaestate